# Philip von Scheiding

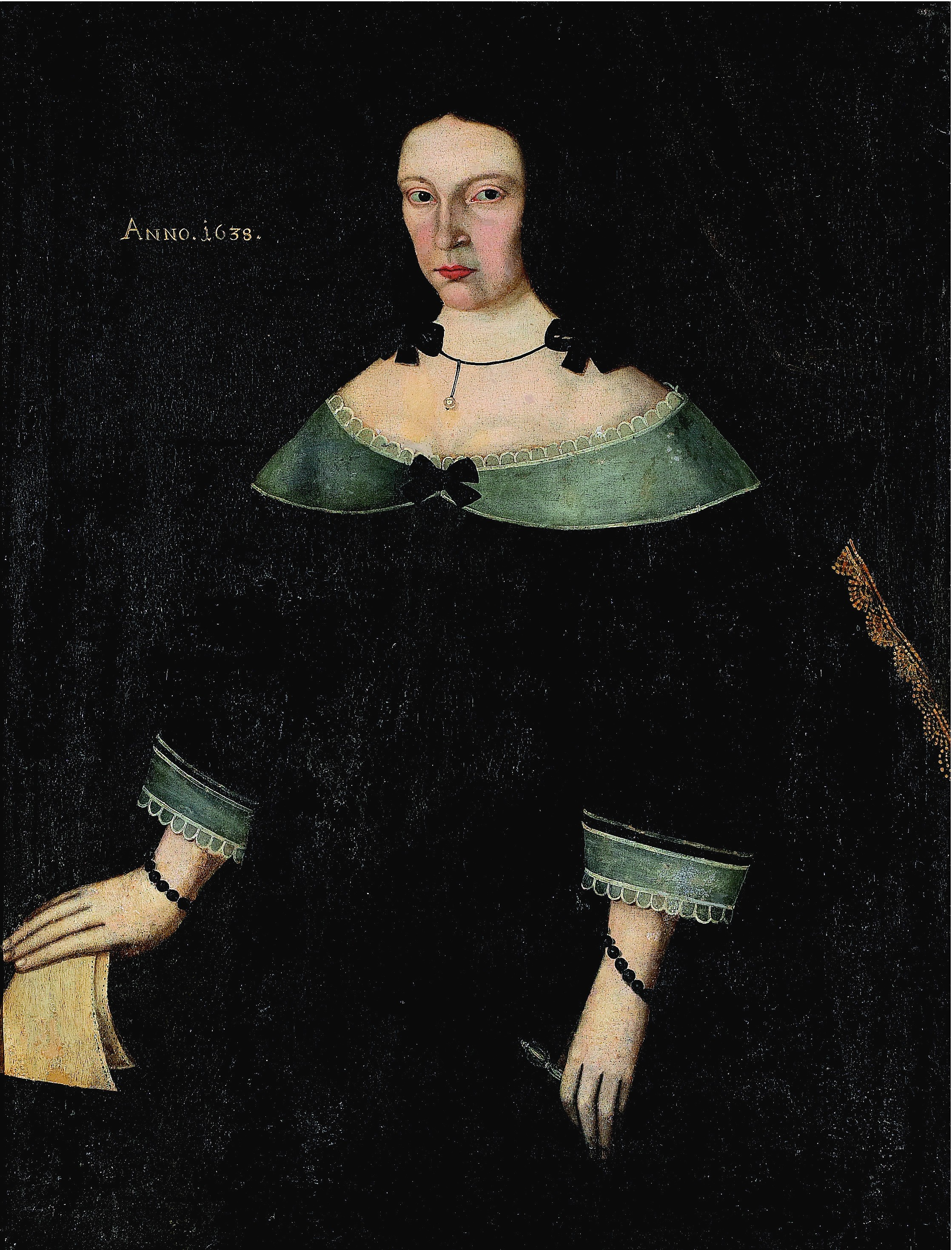
Hans hustru Carolina Luthern, målad 1638 (okänd konstnär).

Philip von Scheiding, född 10 augusti 1578, död 9 juni 1646 i Reval (dagens Tallinn), var en svensk ämbetsman, riksråd. Han är son till Christoffer von Scheiding och Magdalena Rosengren. Han studerade vid universitet i Altdorf från 1598. 

## Arnö
Av Gustaf II Adolf förlänades han Arnö (numera känt som Biskops-Arnö) år 1621, efter att ha bidragit med 10000 daler till kronan.
Egendomen hade existerat sedan 1200-talet och på 1320-talet hade en borg uppförts, antagligen av samma byggnadshytta som uppförde Uppsala domkyrka. När Philip von Scheiding tillträdde egendomen, började han med att köpa ytterligare egendomar av kronan, så att Arnö som jordagods på 1630-talet omfattade drygt 45 hemman, vilket var ett av de största jordagodsen i Mälardalen. Han lät reparera det gamla stenhuset och uppföra en vinkelställd länga i tre våningar, byggd i sten med kök och lagerutrymmen i entrévåningen och en bostadsvåning med en inredd vind. Så ter sig också det palats som Arnö utgör i Erik Dahlberghs Suecia Antiqua et Hodierna.

## Baltikum
Philip von Scheiding skickades i mars 1634 till Moskva för att tillsammans med Erik Gyllenstierna och vice amiralen Henric Fleming stadfästa Freden i Stolbova (1617). Philip von Scheiding fick alltfler uppdrag i Baltikum. Han blir den förste presidenten i hovrätten i Dorpat och utnämns till guvernör över adelsskolan i Reval. Han lyckades med att byta sitt stora Arnö-gods mot motsvarande egendom i Jägala i Harjumaa i Estland. Det var fältmarskalken Jakob De la Gardie som träffade en överenskommelse med von Scheiding år 1641, vilket slutligt bekräftas av von Scheiding i maj 1642.
Han begravdes den 16 februari 1647 i S:t Olaikyrkan i Tallinn.